# NarcoFiles

Belangrijkste bijwerkingen van chronisch gebruik van cocaïne.

De NarcoFiles: The New Criminal Order is een grote verzameling documenten van het Colombiaans Openbaar Ministerie die in 2023 naar de internationale pers gelekt werden. De berichten leggen de hele cocaïnehandel naar Europa bloot, en vormen het grootste internationale journalistieke onderzoek naar drugs ooit. Meer bepaald onthullen de documenten zowel de innerlijke werking van transnationale criminele bendes als de inspanningen van wetshandhaving om ze te ontmantelen. 

## Voorzorgen
Om de gegevens te verifiëren, werden identificatiegegevens vergeleken met openbare registers van rechtszaken, bedrijven en ambtenaren. Aanvullend werden honderden openbare en privédocumenten geraadpleegd, en interviews gehouden met politie, veroordeelde criminelen, experts en slachtoffers van de drugshandel. Er werden ook maatregelen genomen om derden te beschermen en lopende onderzoeken niet te doorkruisen.

## Database
De bal ging aan het rollen na het hacken van een laattijdig geüpdate Microsoft Exchange Server van het Colombiaans Openbaar Ministerie door Guacamaya, een groep “hacktivisten” die het gemunt hadden op instellingen die in hun ogen corruptie en georganiseerde misdaad mogelijk maakten. De hack leverde een groot lek op met meer dan 7 miljoen e-mails, telefoontaps, rekenbladen en onderzoeksverslagen, samen zowat 5 terabytes, die werden doorgespeeld naar twee hacking-organisaties, Distributed Denial of Secrets en Enlace Hacktivista. Deze twee groepen deelden het lek met het Organized Crime and Corruption Reporting Project (OCCRP) en het Centro latinoamericano de investigacion periodistica (CLIP). De gegevens hadden betrekking op de periode 2017-2022.
OCCRP en CLIP gaven meer dan 40 mediakanalen in Latijns-Amerika en Europa toegang tot de database, in België Knack en De Tijd. Journalist Lars Bové van De Tijd werkte eerder al mee aan onderzoeken zoals SwissLeaks, Panama Papers, Paradise Papers en LuxLeaks. In Nederland werd het Het Parool erbij betrokken. 

## Het onderzoek
Het onderzoek leverde onder meer volgende inzichten op:
- De drugshandel is na 2010 meer en meer versplinterd in kleinere groepen en lokale spelers, in steeds wisselende allianties, die met de grotere kartels samenwerken en eigen expertises aanbrengen. Die trend bemoeilijkt het politiewerk: Europol vergeleek het fenomeen met het veelkoppige monster Hydra uit de mythologie.[5]
- De drugshandel werd gefinancierd door de Colombiaanse criminelen, met een prijs- en winstplafond voor de Europese criminelen, of door de Europeanen zelf, zonder prijs- en winstplafond.[5] Betalingen werden in cash over en weer gesmokkeld, hetzij in verborgen vakken van auto’s, hetzij via Chinese geldkoeriers.[6]
- Een hoofdroute van de cocaïne, van Colombia tot Nederland en België, vertrok uit het Colombiaanse departement Putumayo eerst naar machtige tussenhandelaars in Mexico, en van daaruit afwisselend naar een van de Europese havens waar op dat ogenblik de douanecontroles zwakker waren, bijvoorbeeld van de Mexicaanse haven Veracruz naar Barcelona.[5] Een andere route verliep vanuit verschillende Colombiaanse havens zoals Tumaco, via buurland Ecuador naar België. De Antwerpse havendouane werd om de tuin geleid door de cocaïne te vermengen met onkruidverdelger, houtskool en koffie.[7]
- In plaats van de cocabladeren in Zuid-Amerika chemisch te transformeren in cocaïnehydrochloride, de gebruiksklare poedervorm, duiken steeds meer drugslabs op, eerst in Spanje en Nederland, bijvoorbeeld in Poortvliet,[8] en sedert 2023 ook in België. Een van de redenen daarvoor is de opkomst van chemisch geavanceerde methodes om cocaïne te verbergen in legale goederen, zoals kleding of houtskool, doordrenkt met de cocaïnebasis, en die later te extraheren in een “cocaïnewasserij”.[9][5]

## Gerechtelijk optreden
Tijdens de betrokken periode, 2017 tot 2022, voerden ook politie en parket in verschillende landen acties uit. Het gerechtelijk onderzoek was in 2020 en 2021 in een stroomversnelling gekomen toen het gerecht de versleutelde telefoons van Encrochat en SkyECC kon kraken. Het dossier, onder de codenaam “Eureka”, leidde op 3 mei 2023 tot een golf van arrestaties in België, Italië, Brazilië en Panama.

### België
De Belgische betrokkenheid is een essentieel element in het dossier, vanwege de rol van de Limburgse familie Aquino (Lucio, Silvio, Donato) als drugshandelaars en -importeurs. Zij werden beschouwd als kopstukken van de 'ndrangheta in België. Ook de positie van de Haven van Antwerpen als draaischijf van de trafiek versterkt nog de “Belgische connectie”. 